# Margini di sottosuolo
Margini di sottosuolo è un docu-fiction del 2011 diretto da Domenico Distilo.
Il film, alternando documentario e finzione, esplora temi legati alla geografia antropica e ai sentimenti che legano gli uomini al proprio passato, attraverso l'incontro con ex tombaroli precedentemente attivi nel territorio dell'area archeologica di Selinunte.

## Sinossi
Il film racconta la storia di un anziano tombarolo siciliano, che inizia a mostrare segni di una perdita di memoria inesorabile. L'uomo percorre il paesaggio come un esploratore, un uomo di molteplici percorsi e mille mappe, capace di vedere ciò che agli altri sfugge. L'avanzare della malattia lo spinge in una ricerca disperata: trovare suo figlio, in un ultimo tentativo di perpetuare la sua memoria. Questa circostanza si intreccia con le indagini di un'artista e fotografa, che attinge dall'arte antica come fonte di ispirazione per le sue performance. La loro intersezione porta a una serie di incontri e scoperte che costruiscono il tessuto narrativo del racconto.

## Produzione
Nel film, girato interamente a Selinunte, si mostra una parte della collezione Veneroso, un eccezionale insieme archeologico dell'era preistorica. Intitolata in onore dell'appassionato archeologo Primo Veneroso, questa vasta collezione è una delle più grandi collezioni archeologiche private in Italia. Si distingue per includere ceramiche della cultura del "Vaso campaniforme", fondamentale nel ridefinire il ruolo della Sicilia nella diffusione di  questa cultura in tutta l'Europa occidentale preistorica.
La composizione musicale del film è affidata a Teho Teardo, che, utilizzando un mix di strumenti tradizionali e suoni elettronici, contribuisce a creare atmosfere evocative e sospese, fondendo gli elementi contemporanei e classici già presenti nelle suggestive immagini dell'area archeologica di Selinunte.

## Distribuzione
Margini di sottosuolo è stato presentato nel dicembre 2011 in anteprima al festival di Messina Assaggi di Realtà, vincendo il Premio Maestri del Documentario. In seguito, è stato trasmesso nel 2013 in prima visione TV su Rai 3 all'interno di Magazzini Einstein.

## Riconoscimenti
- 2011 - Festival Assaggi di realtà
  - Premio maestri del documentario[3]